# Hautmougey
Hautmougey ist eine ehemalige französische Gemeinde im Département Vosges in der Region Grand Est (bis 2015 Lothringen). Sie gehörte zum Arrondissement Épinal und zum 2006 gegründeten Kommunalverband (Communauté de communes) Val de Vôge. Seit dem 1. Januar 2017 ist Hautmougey Teil der commune nouvelle La Vôge-les-Bains.

## Geografie
Hautmougey befindet sich auf einer durchschnittlichen Höhe von 233 m über dem Meeresspiegel, fünf Kilometer nordwestlich von Bains-les-Bains und 35 Kilometer südwestlich von Épinal nahe der Grenze zur Region Bourgogne-Franche-Comté.
Das knapp acht Quadratkilometer große ehemalige Gemeindegebiet liegt auf dem Plateau der Vôge und grenzte im Osten an den Côney, einen Nebenfluss der oberen Saône. Durch Hautmougey fließt der Ruisseau Grandrupt, der im Süden der Gemarkung in den Canal des Vosges mündet. Der Kanal verläuft unmittelbar westlich parallel zum Côney. Auf dem vier Kilometer langen Kanalabschnitt durch Hautmougey liegen vier Schleusen. Im Südwesten wird das ehemalige Gemeindeareal durch den Ruisseau de Gruey begrenzt, der ebenfalls in den Canal des Vosges entwässert. Nordwestlich von Hautmougey steigt das Relief über eine Geländestufe auf die Hochfläche des Grand Bois an. Hier wurde mit 405 Metern über dem Meer der höchste Punkt der Gemeinde erreicht.

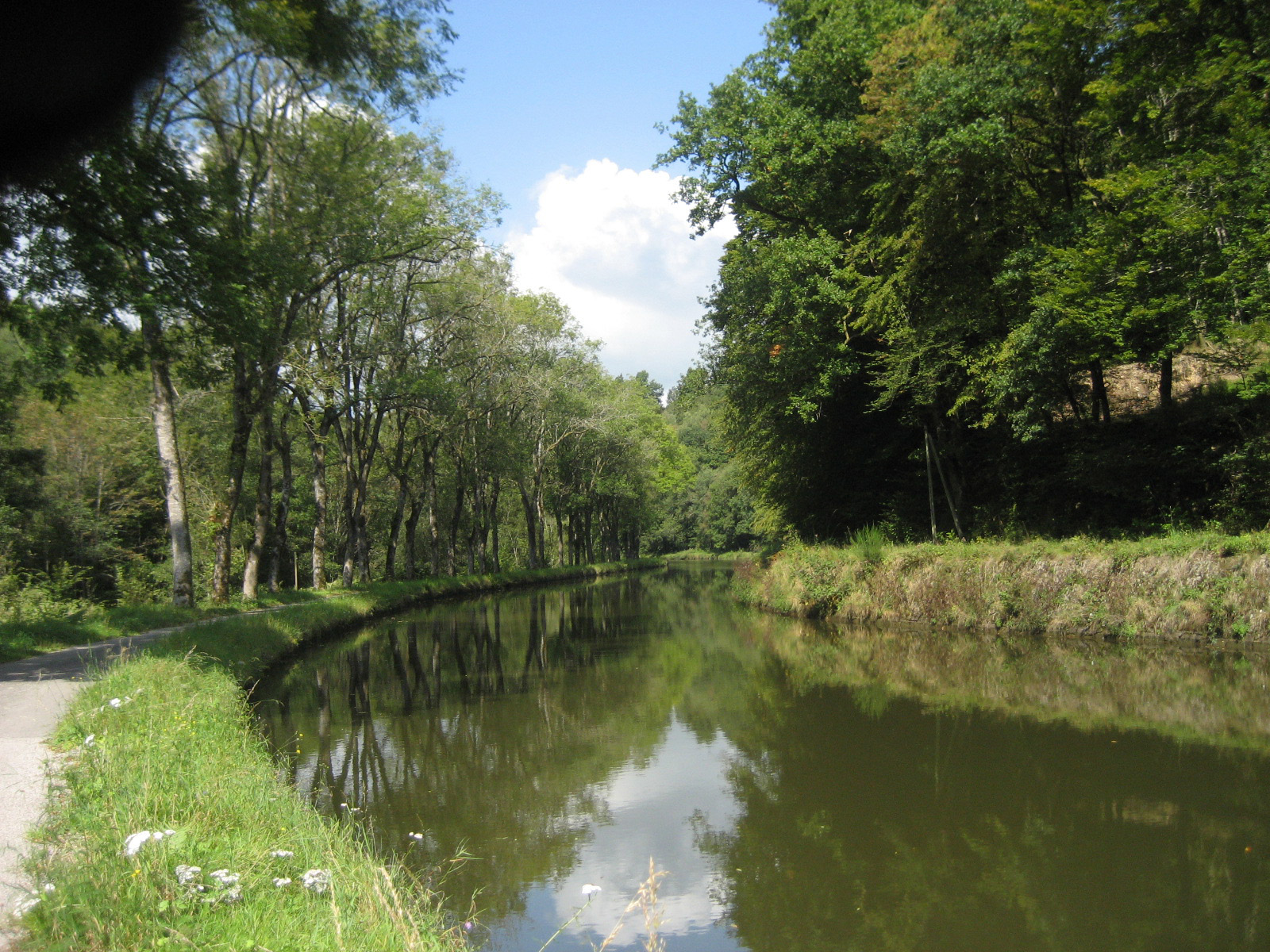
Canal des Vosges bei Hautmougey

Das Tal des Ruisseau Grandrupt wird teils als Ackerland, teils als Weideland genutzt, während im Westen (Bois de Montroche) und Osten (les Chavanes) Wälder dominieren, die insgesamt die Hälfte der Gemeindefläche bedecken.
Hautmougey besteht aus einer Siedlungsachse, die in Nord-Süd-Richtung dem Flusstal des Grandrupt folgt. 
Nachbargemeinden von Hautmougey waren Harsault im Norden, Les Voivres im Osten, Bains-les-Bains im Südosten, Fontenoy-le-Château im Süden sowie Gruey-lès-Surance im Westen.

## Geschichte
Hautmougey tauchte erstmals 1611 in einer Urkunde als Haulmougey auf. Bis zur Französischen Revolution gehörte das Gebiet der heutigen Gemeinde zur Vogtei Vesoul in der Franche-Comté, wechselte 1790 in den Kanton Bains-les-Bains des damaligen Landkreises Darney. Bis zum Bau der Kirche im Jahr 1856 waren die Dorfbewohner im Nachbarort Harsault eingepfarrt. 1857 wurde die Rathaus-Schule (maire-école) gebaut, 1872 folgte der Bau der Mädchenschule.
| Jahr            | 1962 | 1968 | 1975 | 1982 | 1990 | 1999 | 2006 | 2014 |
| Einwohner       | 147  | 188  | 149  | 142  | 133  | 134  | 148  | 141  |
| Quelle: Cassini |      |      |      |      |      |      |      |      |

## Sehenswürdigkeiten
- Kirche Saint-Luc

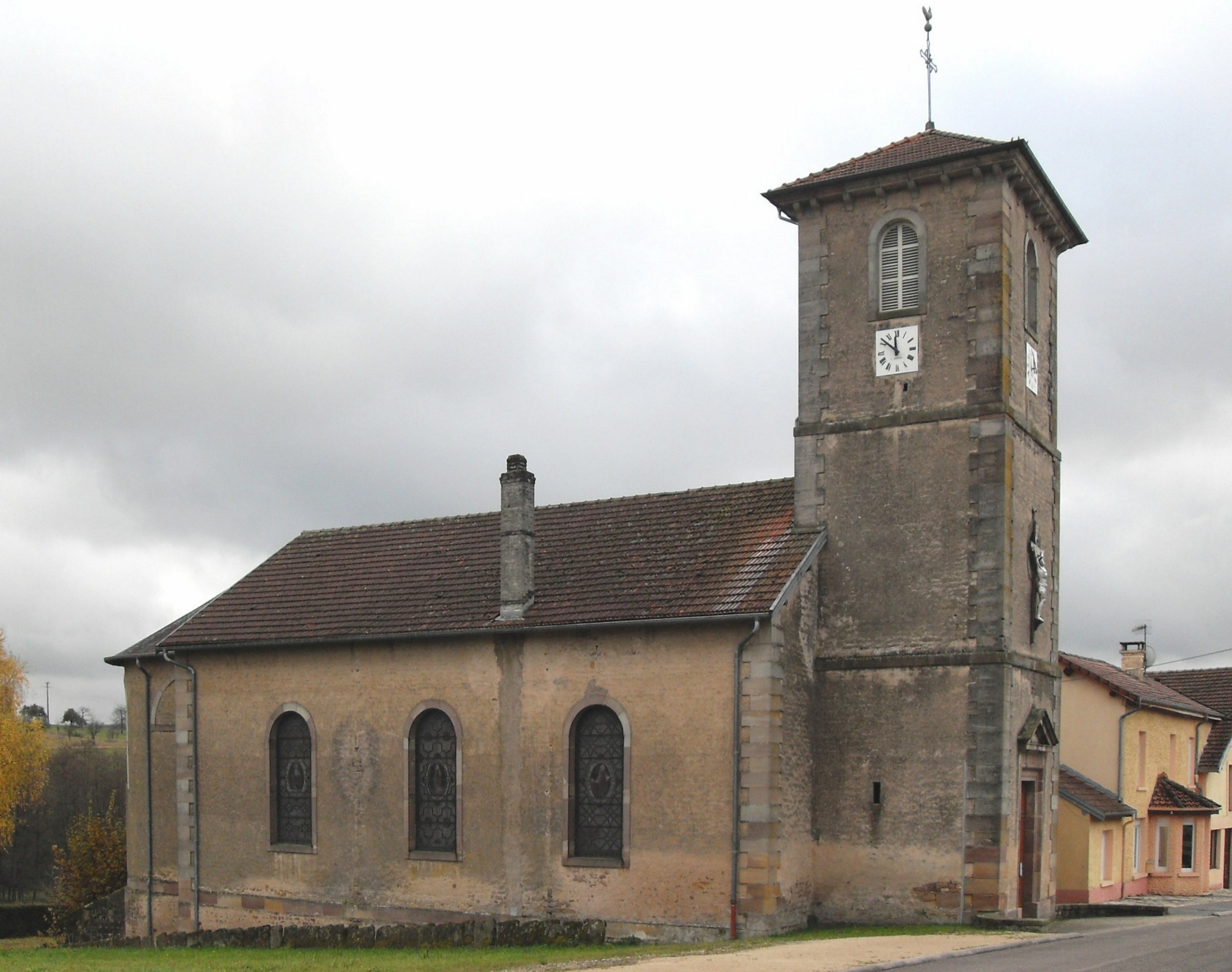
Kirche Saint-Luc in Hautmougey

- Thermalquelle an der Straße nach Fontenoy-le-Château

## Wirtschaft und Infrastruktur
Die Bewohner von Hautmougey sind hauptsächlich in der Landwirtschaft (Getreideanbau, Milchviehhaltung, Imkerei), in der Forstwirtschaft sowie kleinen Dienstleistungsbetrieben im Ort oder der näheren Umgebung beschäftigt.
Die Fernstraße D 164 von Neufchâteau über Contrexéville, Darney und Bains-les-Bains nach Saint-Loup-sur-Semouse führt unmittelbar westlich von Hautmougey als Umgehungsstraße durch den Ort. Der nächste Bahnhof (Bains-les-Bains) liegt neun Kilometer südöstlich von Hautmougey.

## Belege
1. ↑   Hautmougey auf vosges-archives.com (Memento vom 18. Mai 2015 im Internet Archive) (französisch)
2. ↑  Hautmougey auf cassini.ehess.fr